# 克罗多
克罗多（義大利語：Crodo），是意大利韦尔巴诺-库西亚-奥索拉省的一个市镇。总面积61平方公里，人口1470人，人口密度24.1人/平方公里（2009年）。ISTAT代码为103026。